# Manã
Manã (Manan) ou Matã (Matan) foi capital do Império de Canem até o início do século XI.

## História
Sua localização exata é desconhecida, mas é possível que estivesse ao norte do lago Chade. Segundo Iacubi, as estruturas domésticas eram compostas de cabanas de junco. Para Dreses, estava a 12 estádios de Tamalma, em Cauar, e era uma pequena cidade sem indústrias de qualquer tipo e pouco comércio; sua população criava camelos e cabras. No século XI, com a ascensão dos sefauas, foi substituição como capital por Anjimi.